# IC 1817/1
IC 1817/1 је спирална галаксија у сазвијежђу Ован која се налази на листи објеката дубоког неба у Индекс каталогу.
Деклинација објекта је + 11° 12' 12" а ректасцензија 2h 33m 49,5s. Привидна величина (магнитуда) објекта IC 1817 износи 14,7 а фотографска магнитуда 15,3. IC 18171 је још познат и под ознакама MCG 2-7-14, CGCG 439-16, KCPG 70A, PGC 9757.